# Детский парк им. 10-летия Октября
Детский парк им. 10-летия Октября — один из первых парков в г. Чебоксары, ныне не существующий.

Памятник И. В. Сталину в бывшем Детском парке им. 10-летия Октября (демонтирован)

До создания Детского парка им. 10-летия Октября и Парка имени Н. К. Крупской на Красной площади (бывшей Базарной) находился городской рынок, куда два раза в неделю — по понедельникам и пятницам — на лошадях съезжались крестьяне с сельхозпродуктами.

## История
Создание парка началось с посадки цветочных клумб в 1926—1927 гг. на Красной площади города. Перед Второй мировой войной в парке работал фонтан, действовали детские игровые павильоны. Стоял памятник И. В. Сталину. Рядом с парком было построено в стиле конструктивизма здание Главпочтамта.
В 1927 г. на Красной площади был также заложен Чебоксарский городской парк культуры и отдыха имени Н. К. Крупской. В парке был установлен первый в Чебоксарах памятник В. И. Ленину (скульптор Б. В. Лавров, художественное оформление М. С. Спиридонова). Открытие памятника состоялось 7 ноября 1930 года. Памятник простоял в парке до сооружения нового на площади Ленина в 1960 году, после чего его перенесли на территорию Чапаевского поселка. После войны около входных ворот на небольшом постаменте установили бюст Н. К. Крупской. В 1979 году его перенесли из зоны затопления на площадку между ДК ЧЭАЗ и Домом Советов.
Между двумя парками в 1924 году была построена «Триумфальная арка» (или «Красные ворота»). Она была разобрана в конце 1920-х годов.
Детский парк им. 10-летия Октября и Парк имени Н. К. Крупской были излюбленным местом отдыха чебоксарцев. Они располагали аттракционами и помещениями для культурно-массовых мероприятий. Здесь были высажены сотни крупнорастущих и декоративных деревьев, среди которых находились павильоны для читальни, для игр в шахматы и шашки, стрелковый тир и др. Уютнейшие зеленые уголки города украшали роскошные островки цветочных клумб. На летней эстраде в парке им. Н. К. Крупской проходили концерты I-й и II-й Всечувашских олимпиад искусств, действовала танцплощадка.
С годами Детский парк пришёл в запустение. Парковые сооружения пришли в ветхость и не эксплуатировались, фонтан не работал, территория никем не убиралась, а газоны не оформлялись. В 1968 году бывший Детский парк был переименован в сквер и передан на баланс Управления коммунального хозяйства города.
В 70-х годах в связи со строительством Чебоксарской ГЭС была снесена вся историческая часть Красной площади. Территории бывшего Детского парка им. 10-летия Октября и Парка имени Н. К. Крупской попали в зону затопления.